# Football League 1889/1890
Football League 1889/1890 spelades mellan 7 september 1889 och 31 mars 1890, och var den andra säsongen av The Football League. De tolv deltagande klubbarna var samma som under den första säsongen 1888/1889. Alla lagen mötte varandra en gång hemma och en gång borta. Två poäng gavs för seger, en poäng för oavgjort och noll poäng för förlust. 
Preston North End blev Engelska ligamästare för andra säsongen i följd. Efter säsongens slut tvingades de tre sämst placerade lagen ansöka om återval till ligan. Burnley och Notts County blev återvalda medan Sunderland valdes in i stället för Stoke.

## Säsongssammanfattning
Everton gick tidigt upp i liagledning och ledde serien fram till mitten av säsongen då Preston North End gick förbi. Vid nyår ledde Preston med 24 poäng med 17 spelade matcher före Everton på 23 poäng med en match mindre spelad. Preston behöll ligaledningen hela våren men sällan med mer än en poäng. Inför den sista omgången hade bägge lagen 31 poäng men Preston låg fortfarande etta på grund av bättre målkvot. Everton mötte West Bromwich borta i sin sista match den 15 mars, en match som de förlorade med 1-3 och därmed var i praktiken Preston klara mästare. Det blev definitivt klart några dagar senare den 27 mars, då Preston vann sin match borta mot Notts County med 1-0. 
Preston North End fick därmed totalt 33 poäng och blev därmed Engelska ligamästare för andra säsongen i följd. Tvåa blev Everton på 31 poäng, enbart två poäng efter, med Blackburn trea på 27 poäng.
I bottenstriden blev Burnley och Stoke tidigt avhängda, Burnley inledde med 17 raka matcher utan vinst och Stoke förlorade tio raka matcher under början av säsongen. Kampen om den sista återvalsplatsen stod mellan Aston Villa och Notts County. Inför sina två sista matcher låg båda lagen på 16 poäng men med Notts County före Aston Villa på bättre målkvot. Aston Villa lyckas den 30 mars i säsongens sista match vinna hemma mot tredjeplacerade Blackburn Rovers, gick förbi Notts County och undvek därmed återval.
Vid säsongens slut var de tre sämst placerade lagen i ligan Notts County på tionde plats med 17 poäng, Burnley på elfte plats med 13   poäng och Stoke på tolfte och sista plats med 10 poäng, Dessa tre lag fick ansöka om återval till ligan för spel kommande säsong Football League 1890/1891, Burnley och Notts County blev återvalda medan Sunderland valdes in i stället för Stoke.
Säsongens bäste målgörare blev Jimmy Ross i Preston North End med 24 gjorda mål

## Sluttabell
Tabell och matchresult från Engelska ligan division 1 säsongen 1889/1890.
| Nr | Lag                  | S  | V  | O | F  | GM | IM | MS  | P  |
| -- | -------------------- | -- | -- | - | -- | -- | -- | --- | -- |
| 1  | Preston North End    | 22 | 15 | 3 | 4  | 71 | 30 | +41 | 33 |
| 2  | Everton              | 22 | 14 | 3 | 5  | 65 | 40 | +25 | 31 |
| 3  | Blackburn Rovers     | 22 | 12 | 3 | 7  | 78 | 41 | +37 | 27 |
| 4  | Wolverhampton        | 22 | 10 | 5 | 7  | 51 | 38 | +13 | 25 |
| 5  | West Bromwich Albion | 22 | 11 | 3 | 8  | 47 | 50 | −3  | 25 |
| 6  | Accrington           | 22 | 9  | 6 | 7  | 53 | 56 | −3  | 24 |
| 7  | Derby County         | 22 | 9  | 3 | 10 | 43 | 55 | −12 | 21 |
| 8  | Aston Villa          | 22 | 7  | 5 | 10 | 43 | 51 | −8  | 19 |
| 9  | Bolton Wanderers     | 22 | 9  | 1 | 12 | 54 | 65 | −11 | 19 |
| 10 | Notts County         | 22 | 6  | 5 | 11 | 43 | 51 | −8  | 17 |
| 11 | Burnley              | 22 | 4  | 5 | 13 | 36 | 65 | −29 | 13 |
| 12 | Stoke                | 22 | 3  | 4 | 15 | 27 | 69 | −42 | 10 |

|  | Engelska ligamästare                                                       |
|  | Fick ansöka om återval till Football League 1890/1891. Ansökas beviljades. |
|  | Fick ansöka om återval till Football League 1890/1891. Ansökan avslogs.    |

Om två lag hamnade på samma poäng så avgjordes placering genom målkvot (målskillnaden i tabellen ovan kan ses som information)  

## Matchresultat
Matchresultat från säsongen 1889/1890.
| Hemma \ Borta           | ACC | ASV | BLR | BOL | BUR | DER | EVE | NCO | PNE | STO  | WBA | WOL |
| Accrington              | —   | 4–2 | 2–2 | 3–1 | 2–2 | 6–1 | 5–3 | 1–8 | 2–2 | 2–1  | 0–0 | 6–3 |
| Aston Villa             | 1–2 | —   | 3–0 | 1–2 | 2–2 | 7–1 | 1–2 | 1–1 | 5–3 | 6–1  | 1–0 | 2–1 |
| Blackburn Rovers        | 3–2 | 7–0 | —   | 7–1 | 7–1 | 4–2 | 2–4 | 9–1 | 3–4 | 8–0  | 5–0 | 4–3 |
| Bolton Wanderers        | 2–4 | 2–0 | 3–2 | —   | 2–2 | 7–1 | 3–4 | 0–4 | 2–6 | 5–0  | 7–0 | 4–1 |
| Burnley                 | 2–2 | 2–6 | 1–2 | 7–0 | —   | 2–0 | 0–1 | 3–0 | 0–3 | 1–3  | 1–2 | 1–2 |
| Derby County            | 2–3 | 5–0 | 4–0 | 3–2 | 4–1 | —   | 2–2 | 2–0 | 2–1 | 2–0  | 3–1 | 3–3 |
| Everton                 | 2–2 | 7–0 | 3–2 | 3–0 | 2–1 | 3–0 | —   | 5–3 | 1–5 | 8–0  | 5–1 | 1–1 |
| Notts County            | 3–1 | 1–1 | 1–1 | 3–5 | 1–1 | 3–1 | 4–3 | —   | 0–1 | 3–1  | 1–2 | 0–2 |
| Preston North End       | 3–1 | 3–2 | 1–1 | 3–1 | 6–0 | 5–0 | 1–2 | 4–3 | —   | 10–0 | 5–0 | 0–2 |
| Stoke City              | 7–1 | 1–1 | 0–3 | 0–1 | 3–4 | 1–1 | 1–2 | 1–1 | 1–2 | —    | 1–3 | 2–1 |
| West Bromwich Albion    | 4–1 | 3–0 | 3–2 | 6–3 | 6–1 | 2–3 | 4–1 | 4–2 | 2–2 | 2–1  | —   | 1–4 |
| Wolverhampton Wanderers | 2–1 | 1–1 | 2–4 | 5–1 | 9–1 | 2–1 | 2–1 | 2–0 | 0–1 | 2–2  | 1–1 | —   |

### Fotnoter
1. ↑  Blev ej återvalda till ligan inför kommande säsong Football League 1890/1891
2. ↑  ”English League Leading Goalscorers”. RSSSF. Arkiverad från originalet den 8 juni 2009. https://www.webcitation.org/5hNVhUxHC?url=http://www.rsssf.com/tablese/engtops.html#1947-1. Läst 31 oktober 2010.
3. ↑  ”English Football League 1889-1890 : Table” (på engelska). www.statto.com. Arkiverad från originalet den 3 december 2013. https://web.archive.org/web/20131203010203/http://www.statto.com/football/stats/england/football-league/1889-1890/table. Läst 15 november 2013.
4. ↑  ”England 1889/90 First division” (på engelska). wildstat.com. http://wildstat.com/p/2301/ch/ENG_1_1889_1890/stg/all/tour/last. Läst 15 november 2013.
5. 1 2  ”Fooball League 1889/90” (på engelska). www.footballsite.co.uk. Arkiverad från originalet den 30 september 2018. https://web.archive.org/web/20180930082220/http://www.footballsite.co.uk/Statistics/LeagueTables/Season1889-90/FL1889-90.htm. Läst 15 november 2013.
6. ↑  ”England 1889-90” (på engelska). Rec.Sport.Soccer Statistics Foundation. Arkiverad från originalet den 17 mars 2010. https://web.archive.org/web/20100317142413/http://www.rsssf.com/engpaul/FLA/1889-90.html. Läst 15 november 2013.
7. ↑  Ian Laschke: Rothmans Book of Football League Records 1888–89 to 1978–79. Macdonald and Jane’s, London & Sydney, 1980.